# 456 Abnoba

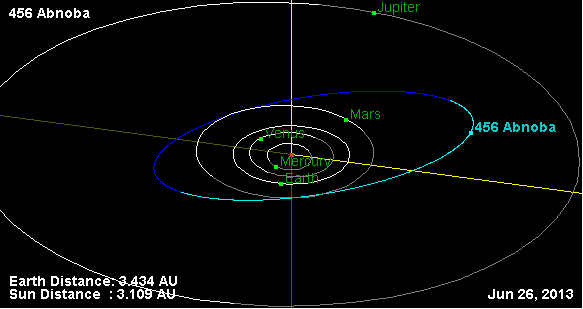
Orbita di 456 Abnoba

456 Abnoba è un asteroide della fascia principale del sistema solare del diametro medio di circa 39,76 km. Scoperto nel 1900, presenta un'orbita caratterizzata da un semiasse maggiore pari a 2,7873527 UA e da un'eccentricità di 0,1816934, inclinata di 14,44952° rispetto all'eclittica.
Il suo nome è dedicato ad Abnoba, dea celtica della Foresta Nera, che proteggeva la selvaggina e le fonti. In quanto signora di un grande territorio boschivo, fu identificata dai romani con Diana. A Badenweiler era la patrona delle fonti d'acqua minerale.